# Testament Zar Peters des Großen
Das Testament Zar Peters des Großen ist ein fiktiver Text, der die Richtung der russischen Außenpolitik seit der Zeit Peters I definiert. Die ersten Veröffentlichungen stellten ihn als Nacherzählung eines echten Dokuments dar, das angeblich von Peter I. persönlich unterzeichnet wurde, aber den Namen und die Form eines Testaments erhielt er erst später Ausgaben.

## Inhalt
Im Jahr 1744 nannte der russische Kanzler Oleksij Bestuschew-Rjumin seine außenpolitische Doktrin, die er «System Peters des Großen» nannte. Um ihm mehr Gewicht zu verleihen und in der Hoffnung, die Unterstützung von Kaiserin Elisabeth, der Tochter Peters des Großen, zu gewinnen, gab er ihm den Namen eines Kaisers, der fast zwanzig Jahre zuvor gestorben war. Bestuschew-Rjumin sah die Beherrschung Europas als Ziel der russischen Außenpolitik an. Um dieses Ziel zu erreichen, hoffte er, die günstigen internationalen Bedingungen seiner Zeit nutzen zu können. Insbesondere schlug er vor, auf ein Bündnis mit den «Seemächten» Großbritannien und den Niederlanden zu setzen, freundschaftliche Beziehungen zu Österreich im Gegensatz zu Preußen aufrechtzuerhalten und die Kontrolle über Polen-Litauen zu stärken.
Auf der Grundlage der Berichte französischer Spione und Dokumenten aus dem Bestuschew-Rjumin-Archiv, die ihnen in die Hände fielen, entstand schließlich ein Text, der angeblich einen Plan enthielt, Russland zur dominanten Macht über den Westen zu machen und alle anderen europäischen Länder zu unterwerfen. Dazu ist es notwendig, kontinuierlich Kriege zu führen, um die eigene Armee zu stärken, ständig fähige Offiziere und Wissenschaftler zu rekrutieren, Konflikte in Europa anzuzetteln, Deutschland zu destabilisieren und durch Heiratspolitik an Russland zu binden, Polen zu spalten, Schweden zu unterwerfen und die maritime Souveränität zu erlangen. an der Ostsee und am Schwarzen Meer, und die Eroberung des Osmanischen Reiches mit Hilfe von Österreich durchgeführt, alle orthodoxen Christen Südosteuropas unter das Dach der russischen Kirche gebracht und der Einflussbereich bis Persien und Indien ausgedehnt werden. Frankreich und Österreich sollen als Verbündete gegen den jeweils anderen gewonnen, aber insgeheim durch Intrigen militärisch gegeneinander ausgespielt werden, bis auch der geschwächte Sieger unter russische Herrschaft gelangt. Preußen und der Rest des Heiligen Römischen Reiches sollten von den russischen Armeen überrannt werden.

## Autorenschaft und propagandistische Nutzung
Als Autor des Dokuments wird laut der historischen Forschung der polnische General Michał Sokolnicki angenommen. Nach der polnischen Teilung von 1794 lebte der Offizier in Paris im Exil und wollte die Franzosen dazu bewegen, militärisch gegen Russland vorzugehen, das insbesondere von der Teilung Polens profitiert hatte. Er verfasste das 14 Punkte umfassende Dokument gegen Ende des 18. Jahrhunderts und übergab es 1797 dem französischen Direktorium, das dem Text aber skeptisch gegenüberstand. Sein Vorhaben ging erst 1812 auf, als Napoleon mit einer leicht überarbeiteten Fassung des Dokuments in einer Propagandaschrift des französischen Außenministeriums seinen geplanten Feldzug gegen Russland rechtfertigte. Infolgedessen wurde sogar die Autorenschaft Napoleons selbst an dem Dokument vermutet.
1836 behauptete dagegen der populäre französische Schriftsteller Frédéric Gaillardet, er habe eine wörtliche Kopie des Testaments finden können. Sie stamme angeblich aus dem Nachlass eines persönlichen Vertrauten Königs Ludwig XV., der angeblich auf einer Reise nach Russland die Erlaubnis erhielt unbeaufsichtigt die geheimsten russischen Palastarchive zu durchstöbern und dabei das Testament fand. Nach der Publikation durch Gaillardet fand das Schriftstück eine weite Verbreitung und erlangte eine höhere Bekanntheit.
Infolgedessen wurde das vermeintliche Testament wiederholt politisch gegen Russland instrumentalisiert. So während der russisch-türkischen Konflikte in den 1820er Jahren oder während des Krimkrieges 1853 bis 1856, als Napoleon III. das Dokument als Plakat in Paris anschlagen ließ. Sowohl Karl Marx als auch Friedrich Engels beriefen sich während des Krieges bei ihrer Korrespondententätigkeit für die New York Daily Tribune auf Inhalte des Testaments. Engels berichtete beispielsweise, die englischen Zeitungen würden einen publizistischen Kreuzzug gegen das Osmanische Reich veranstalten, „um das englische Publikum und die Welt auf den Augenblick vorzubereiten, in dem die wichtigste Verfügung Peters des Großen – die Eroberung des Bosporus – zur vollendeten Tatsachen wird“. Dabei war den meisten Rezipienten vermutlich bewusst, dass das Testament nicht authentisch war.
Dies wurde aber nicht als Grund gesehen, den Text nicht dennoch zu instrumentalisieren. In dem russophoben deutschen Pamphlet Das Endziel Russlands wurde 1916 der Text mit dem Satz „Auch Fälschungen können Geschichte machen. Und zwar völlig zu Recht, weil doch die Fälschung Russlands Politik besser charakterisiert als manche historische beglaubigte Wahrheit“ eingeführt.
Am 24. und 25. November 1941 wurde der Text als „Dokument des russischen Größenwahns“ durch Joseph Goebbels auf den Titelseiten sämtlicher deutschen Tageszeitungen massiv medial ausgeschlachtet. Fünf Monate nach dem Beginn des Deutsch-Sowjetischen Krieges geriet der Vormarsch der Wehrmacht ins Stocken. Aufgrund dessen wurden die Propagandabemühungen in der Heimat mit allen Mitteln forciert und Goebbels bestellte bei dem Berliner Historiker Wilhelm Schüssler einen antirussischen Vortrag, der für seine hetzerischen Thesen das vermeintliche Testament Peter des Großen als Beleg anführte und Hitlers Beschluss gegen diese „furchtbare Bedrohung“ zu kämpfen in höchsten Tönen lobte. Adolf Hitler selbst wischte Einwände gegen die Authentizität des Textes mit der Bemerkung weg, „es komme nicht darauf an, was irgendwelche Professoren festgestellt haben“. Entscheidend sei, „dass die russische Politik nach diesen Prinzipien, wie sie in dem Testament niedergelegt sind, gehandhabt worden sei“.